# Here I Come
Here I Come – piosenka amerykańskiej piosenkarki Fergie, promująca jej debiutancki album studyjny The Dutchess. Piosenkę wydano 19 stycznia 2008, jako singel promocyjny. Gościnnie w piosence występuje Will.i.am. Autorem tekstu jest Will.i.am, Fergie i William Robinson. Chociaż piosenka nie wydana została jako oficjalny singiel w USA, jest używana w wielu reklamach i programach telewizyjnych, m.in. w jednym z odcinków serialu Brzydula Betty.

## Pozycje
Utwór zadebiutował na 73. pozycji, jako cyfrowy singiel ARIA Singles Chart w dniu 28 stycznia i osiągnął 40. pozycję. „Here I Come” stał się numerem na poz. 22 na australijskiej ARIA Singles Chart. W dniu 31 marca 2008 r., „Here I Come” zadebiutował na 39. w Nowej Zelandii.